# Eusparassus ubae
Eusparassus ubae är en spindelart som beskrevs av Embrik Strand 1906. Eusparassus ubae ingår i släktet Eusparassus och familjen jättekrabbspindlar. Inga underarter finns listade i Catalogue of Life.